# Substitutiabilité
 (décembre 2022).
Si vous disposez d'ouvrages ou d'articles de référence ou si vous connaissez des sites web de qualité traitant du thème abordé ici, merci de compléter l'article en donnant les références utiles à sa vérifiabilité et en les liant à la section « Notes et références ».
La substitutiabilité est un principe de la programmation informatique. Il affirme que si S est un sous-type de T, alors on peut substituer des objets de type S à des objets de type T sans altérer les propriétés désirables de ce programme (exactitude, tâche bien exécutée...).
Le principe est souvent utilisé en programmation orientée objet.